# Mindre öronkolibri
Mindre öronkolibri (Colibri cyanotus) är en fågel i familjen kolibrier.

## Utseende och läte
Mindre öronkolibri är en medelstor kolibri, helt gnistrande grön med en tydlig blå eller lika fläck på kinden. Näbben är något nedåtböjd. Glitteröronkolibrin är större och har violett på buken. Sången består av ett konstant tjippande.

## Utbredning och systematik
Mindre öronklolibri förekommer i bergstrakter från Costa Rica till nordvästligaste Argentina. Clements m.fl. urskiljer tre underarter med följande utbredning:
- Colibri cyanotus cabanidis – förekommer i höglänta områden i Costa Rica och västra Panama
- cyanotus-gruppen
  - Colibri cyanotus cyanotus – förekommer i bergstrakter i Colombia, Venezuela och Ecuador
  - Colibri cyanotus crissalis – förekommer i Anderna i Peru, Bolivia och nordvästligaste Argentina

International Ornithological Congress (IOC) erkänner ytterligare en, kerdeli, med utbredning i nordöstra Venezuela.
Tidigare behandlades arten som en del av Colibri thalassinus, då med det svenska namnet grön öronkolibri. Vissa, som IUCN, gör det fortfarande.

## Levnadssätt
Mindre öronkolibri hittas i skogar, där den kan vara rätt vanlig. Den besöker även kolibrimatare och trädgårdar.

## Status
Internationella naturvårdsunionen IUCN erkänner ännu inte mindre öronkolibri som egen art, varför dess hotstatus inte formellt bedömts.